# Vicenç de Paül
Vicenç de Paül (Lo Poi, actualment anomenat Sent Vincenç de Pau, Gascunya, 24 d'abril de 1581, o Tamarit de Llitera, Llitera, 1576 - París, 27 de setembre de 1660) fou un sacerdot occità, canonitzat per Climent XII el 1737. Fou una de les figures més representatives del renaixement catòlic a la França del segle xvii. Va fundar la Congregació de la Missió, també anomenada dels Paüls (1625) i, amb Lluïsa de Marillac, la de les Filles de la Caritat de Sant Vicenç de Paül (1633).

## Biografia
Nascut en una família humil. No se sap del cert el lloc ni la data de naixement (no se'n conserva documentació): habitualment i com a tesi més acceptada se cita Lo Poi, a cinc kilòmetres de Dacs (Gascunya), però alguns autors han indicat que podria haver nascut a Tamarit de Llitera el 1576, fill de Joan de Paül i Bertrana de Moras, originaris de Tamarit de Llitera. En tot cas, encara que hagués nascut a Tamarit, la família es traslladà aviat a França, instal·lant-se a Lo Poi.
Va poder estudiar teologia a Tolosa gràcies a un ric advocat de la regió. S'hi ordenà sacerdot el 23 de setembre de 1600. El 1605, mentre viatjava en una nau de Marsella a Narbona, va ser capturat per pirates turcs i venut com a esclau a Tunis; va ser alliberat dos anys després pel seu amo, a qui havia convertit al cristianisme.
Va entrar a la cort com a capellà i almoiner de Margarida de Valois; després va ser rector a Clichy, on va dedicar-se intensament a l'ensenyament del catecisme i l'ajut als malalts i als pobres. La seva trobada amb Francesc de Sales va ser fonamental per a la seva maduració espiritual.
El 1613 va entrar al servei dels marquesos de Gondi com a preceptor dels seus fills (el marquès era governador general de les galeres reials): gràcies al suport econòmic dels seus protectors, Vicenç de Paül va multiplicar les seves activitats benèfiques pels marginats i els nens abandonats. A demanda de la marquesa, que volia millorar les condicions espirituals dels pagesos de la seva terra, va crear un grup de preveres, en 1625, que es dedicarien a l'apostolat rural i que van ser el primer nucli de la Congregació de la Missió, després anomenats paüls o llatzaristes.
El 1633, amb Louise de Marillac, va reorganitzar les confraternitats assistencials que aquesta havia fundat, formant la Companyia de les Filles de la Caritat. Les seves obres de caritat van fer-se famoses, i Lluís XIII de França el va nomenar conseller i almoiner seu. Va deixar la cort per divergències amb el cardenal Mazzarino i va seguir dedicant-se a l'assistència als pobres durant les lluites de la Guerra de la Fronda. Va morir el 1660 a París.

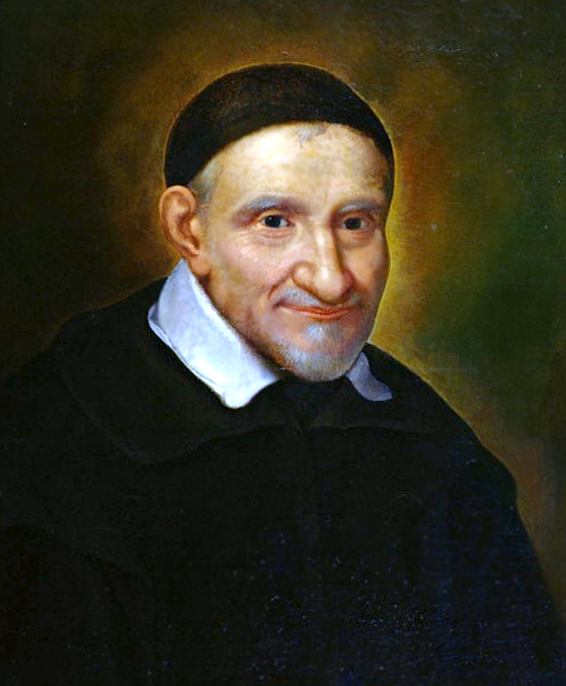
Retrat contemporani del sant
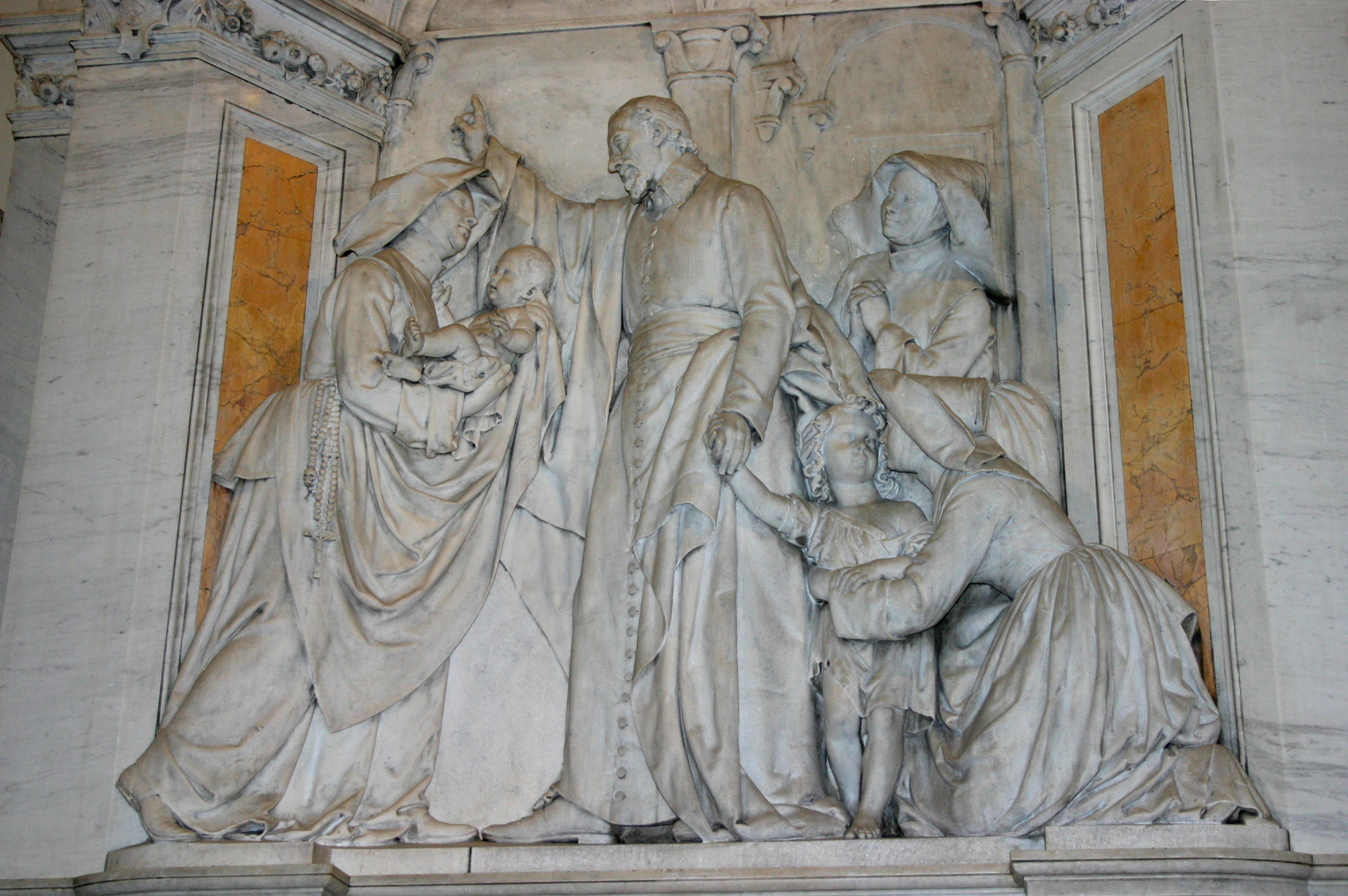
El sant i Santa Lluïsa Marillac, relleu de Giovanni Pandiani, 1858-1860 a San Carlo al Corso (Milà)
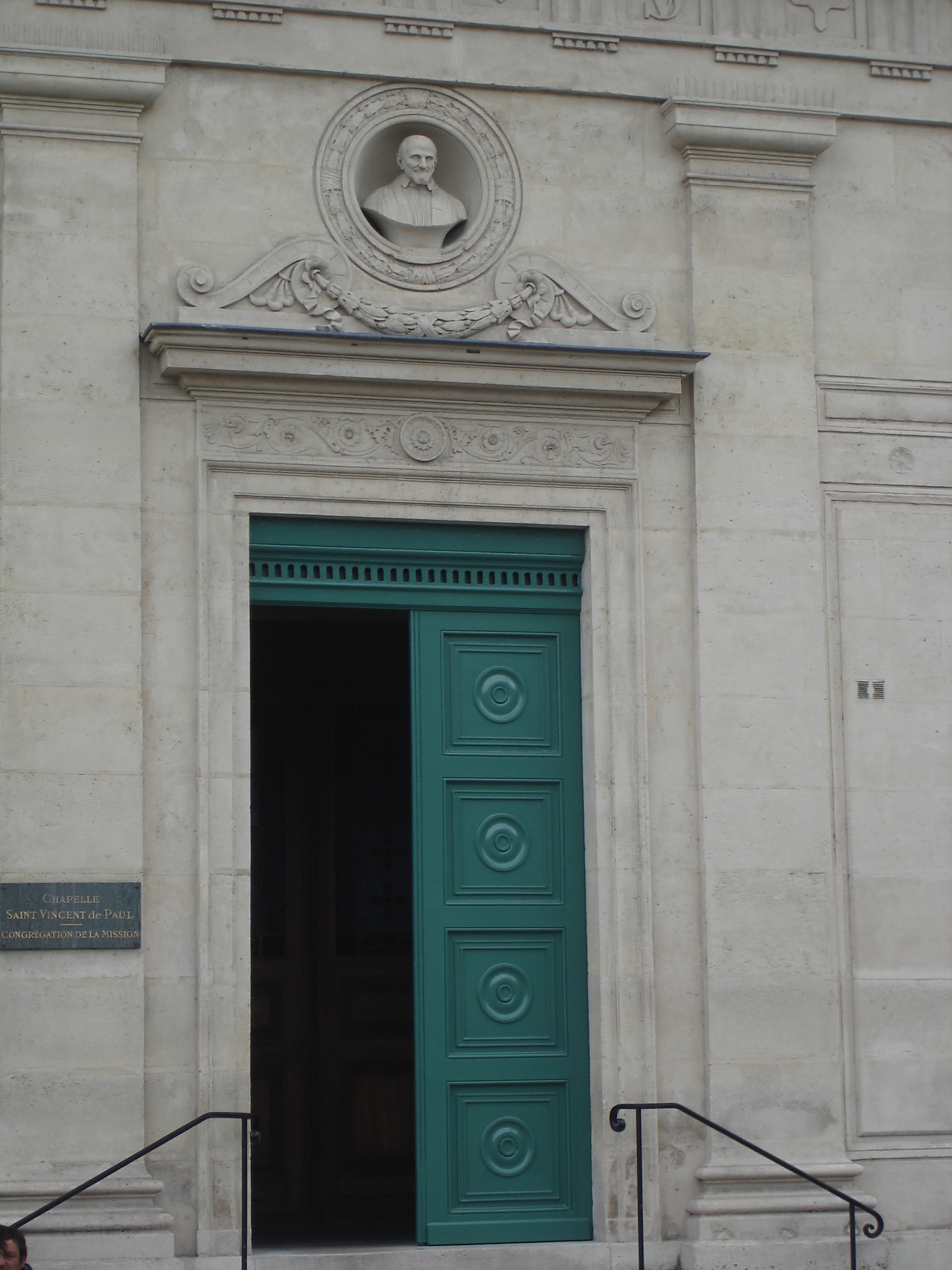
Entrada a la capella on hi ha el cos del sant
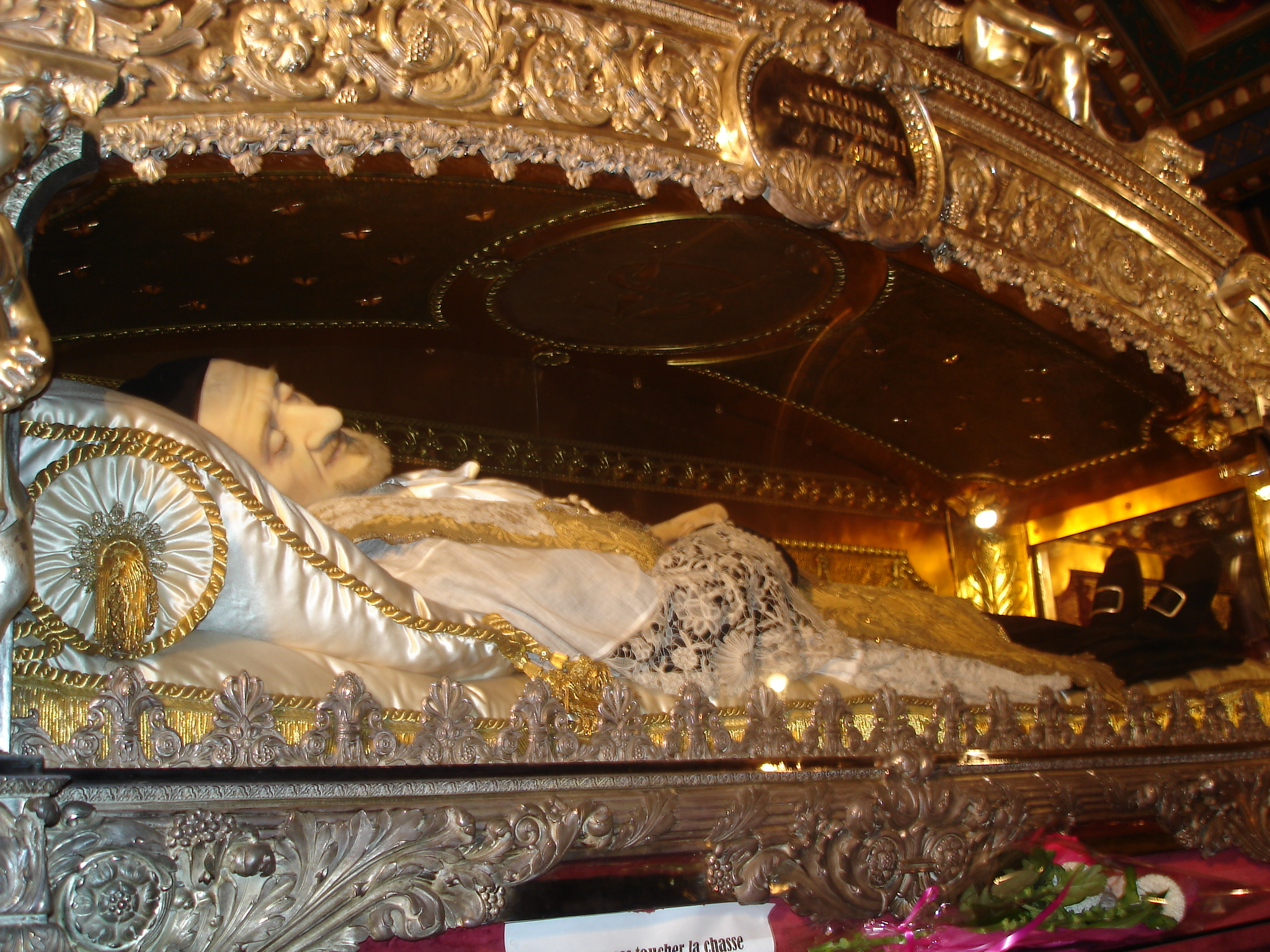
Cos incorrupte a la capella de París

## Veneració
El Papa Benet XIII el proclamà beat el 21 d'agost de 1729; va ser canonitzat el 16 de juny de 1737 per Climent XII. La seva festa és el 27 de setembre. És patró de les associacions de caritat.